# Az aranyszamár
Az aranyszamár (Asinus aureus) Lucius Apuleius leghíresebb műve. Más néven Metamorphoses (Átváltozások) című, az egyetlen teljes egészében ránk maradt antik regény.
A főszereplő, a korinthoszi születésű Lucius egyes szám első személyű elbeszélésében ismerjük meg a történetet. Az ifjú szamárrá változott, majd ismét emberi alakot öltött. Ennek a műnek részlete az Amorról és Psychéről szóló mese.
Az arany jelző nagyrabecsülést is jelenthet (értékes, csodálatos), de „aranyos”-ként is értelmezhető: kedves mese.
A tizenegy könyvre tagolt elbeszélésfolyam alapötlete Lukeiosz – elveszett – novellájából való.
Ez a közel 1900 éves változatos, izgalmas novellaanyag (34 történet) hol titokzatos, sejtelmes, hol csipkelődő, szatirikus, néhol pajzán: igencsak egyedi stílusú.
A szerző időmértékes mondatzáradékokat – metrikus klauzulákat – alkalmaz. A próza ritmikus hangzását, zeneiségét a fordító, Révay József mesterien követi.

## Történet
|  | Alább a cselekmény részletei következnek! |

### I. könyv
- 1. Lucius Thesszáliába utazik.
- 2. Arismenes vándorkereskedő története barátjáról, Socretesről, akin egy Meroe nevű bűbájos boszorkány bosszút áll: éjszaka egy vendégfogadóban a férfi torkát elmetszette, sebét szivaccsal betömte, Aristomenest – aki az ágy alá bújt – levizelte. Csodák csodájára másnap reggel a két cimbora felébredvén rossz álomnak vélve az előző esti szörnyűségeket: továbbindult. De nem jutottak messzire.
- 3. Lucius Hypata városában a zsugori Milónál száll meg.

### II. könyv
- 4. Lucius és a kívánatos Fotis románca. Pompás éjszakák a szerelem mesterségében igencsak jártas szolgálólánnyal.
- 5. Thelyphron – az eltakart arcú férfi – meséje egy fölöttébb rémisztő halottvirrasztásról.
- 6. Lucius – miután ivott a Nevetés istenére – hazafelé botladozva harcba keveredik három marcona rablóval vendéglátója háza előtt.

### III. könyv

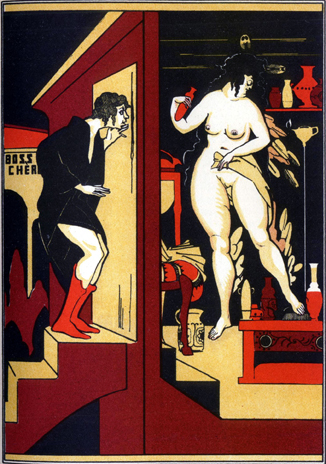
Lucius kilesi, hogy Miló felesége madárrá varázsolja át magát (Jean de Bosschère illusztrációja)

- 7. A főhős bíróság előtt áll, a vád: három ember halála szárad a lelkén. A fiú megmenekül a halálos ítélettől, de kinevetik. Ez hogyan lehet? Fotis rejtélyes története mindent megmagyaráz.
- 8. Pamphile – a vendéglátó asszonya – madárrá varázsolja magát, Lucius sassá szeretne válni, de egy felcserélt szelence miatt szamárrá változik. Ha rózsakoszorút enne, visszaváltozhatna.
- 9. Rablók támadják meg éjszaka a gazdag Miló házát, elviszik minden kincsét, állatát, az embereszű szamarat is.

### IV-V-VI. könyv
- 10. Kalandok a rablóbandával: sok cipekedés, rengeteg ütleg, majd a gonosztevők hegyi barlangjához jutnak.
- 11. Történet három rablóvezér szörnyűséges haláláról:

- Lamachus karja
- Alcimus zuhanása
- Thrasyllon medvebőrben
- 12. Az új portya gyönyörű áldozata: Charite, az esküvőjéről elrabolt menyasszony. Neki meséli el – és a háttérben eszegető szamárnak – a zsiványok gazdasszonya a következő mesefolyamot:
- 13. Psyche és Amor szerelme[2]

Három királylány közül a legkisebbet és legszebbet titokzatos sors várja: egy láthatatlan isteni hitves teszi boldoggá. Az asszonyka szívét azonban megmérgezi a titok: nem láthatja kedvesét, Ráadásul nővérei hazug meséi megtévesztik: azt állítják az irigyek, hogy szerelme nem emberi lény, hanem egy gonosz kígyó. Azt tervezik, hogy egy jó éles késsel Psyche levágja a szörny fejét, de a mécsvilágnál a szegény asszony meglátja a ragyogó, fiatal istent: Ámort. Az alvó férj felriad a vállára cseppenő forró lámpaolajtól, s nyomban elhagyja az engedetlen hitvest.
Psychére ezután bűnhődés vár: bujdosás, vándorlás, férje keresése. Nővéreit is utoléri a végzet: kősziklán lelik a halálukat, önzésük és féltékenységük a vesztüket okozta. Venus nagyon megharagudott Psychére, aki végigbolyongta a világot. Még Ceres és Juno sem vehették védelmükbe.
A szerelem istennője megkorbácsoltatta – áldott állapotban lévő – menyét, s lehetetlen feladatok teljesítését parancsolta meg neki:
- búzát, árpát, kölest, mákot, borsót, lencsét, babot kevert össze púpos halomba, s megparancsolta: estére válogassa a magokat külön-külön,
- az aranyszőrű birkák gyapjából követelt magának egy szálat,
- az Alvilág folyójába zuhogó forrás fekete vizéből kellett egy korsónyit merítenie.
A legkeményebb próba még hátravolt: az Alvilág istennőjétől egy szelence szépséget kellett kérnie, és felhoznia a félelmetes, embernemjárta helyről. Psyche teljesítette Venus feladatait, de kíváncsisága majdnem a vesztét okozta.
Jupiter közbenjárására azonban Venus megbocsát embermenyének, s akkor azután a két szerelmes újra együtt lehet. A mese Gyönyörűség (Ámor és Psyche) kislányának megszületésével ér véget.
- 14. Lucius szökési kísérlete – hátán az elrabolt leánnyal – kudarcba fullad.

A rablók bosszúból azt tervezik, hogy másnap kibelezik a szamarat, és belevarrják a hasába a szerencsétlen leányt.

### VII. könyv

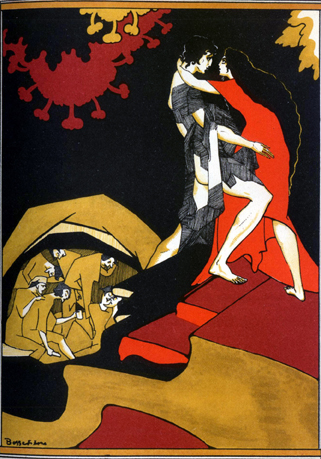
Tlepolemus és Charite (Jean de Bosschère illusztrációja)

- 15. Másnap reggel egy Hypatából jövő rabló elmesélte, hogy Miló kifosztásával Luciust vádolják, aki a bűneset után eltűnt a városból.
- 16. Haemus érkezése – ki magát hatalmas rablóvezérnek mondta – mentette meg javaslatával egyelőre a szamár és a lány életét. Az ezt követő nagy vigadozás csak álca volt, valójában Charite vőlegénye – Tlepolemus – megmenteni jött menyasszonyát. A részegen hortyogó rablókat mind egy szálig megölték: gúzsba kötötten vagy egy szakadékba hajították, vagy pedig a tulajdon kardjukkal öldösték le őket.
- 17. Luciust hálából kiadták egy dús legelőre, de itt a kancákat féltékenyen védő csődörökkel, később egy gonosz rabszolgával gyűlt meg a baja. Bár a hajcsárt egy anyamedve darabokra szaggatta, a szamár helyzete nem javult: ki akarták herélni.

### VIII. könyv
- 18. Kora reggel Charite – a nemrég megmentett nő – megdöbbentő haláláról értesülünk. Az asszony régi kérője – Thrasyllus – bosszút forralt kikosarazásáért. Egy vadászaton orvul – lándzsáját először a férj lovának lábába vágva, majd az üldözött vadkan által marcangolt férfi combjába döfve – meggyilkolta. Az asszonyt felkereste férjének szelleme, és álmában rávallott gaz gyilkosára. Titkos nászra hívta ezután Charite Thrasyllust, s miután bájitallal elaltatta, hajtűvel kiszúrta mind a két szemét. De a szörnyűségeknek még nem volt vége.
- 19. A gyászhír hallatán a szolgák szanaszét indultak, kalandos út után Luciust ismét eladták egy piacon. Fajtalankodó papok kezére került.

### IX. könyv

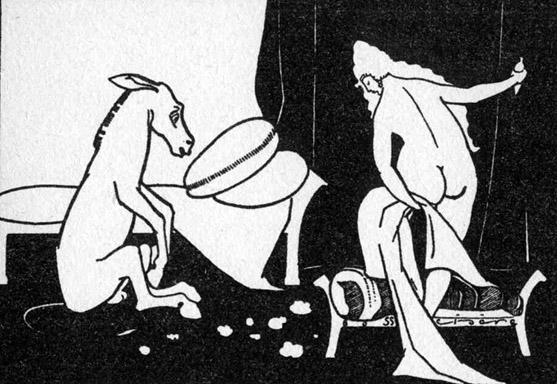
Lucius és a kikapós molnárné (Jean de Bosschère illusztrációja)

- 20. Egy fogadóban a szamár egy újabb történetre figyelt fel: A hordójavítás okán szeretkező feleség esete Boccaccio művében– Dekameron – is szerepel.
- 21. A szélhámos papok tolvajlás gyanújába keveredtek, börtönbe kerültek, a szamár újra új gazdához, egy molnárhoz, kit gonosz felesége fűvel-fával megcsalt. A molnárné vén kerítőnője egy tréfás történettel bujtogatta gazdasszonyát.
- 22. A szeretőnek az ágy alatt felejtett sarui ellenére sikerül kimagyarázni a paráznaságot a gyanakodó férj előtt.[4]
- 23. A mese felkeltette a kikapós molnárné kíváncsiságát Philesitherus – a szépfiú – iránt. Amikor éppen enyelegtek, a férj váratlanul hazatért – az asszonyka hirtelenjében egy fateknő alá dugta kedvesét -, Barbarus elmondta a szomszéd posztós idekacsintó esetét.
- 24. Az iparos felesége éppen a szeretőjével cicázott, amikor a vendégsereg meglepte őket. Ijedtében a nő olyan helyre rejtette el a fiatalembert, ahol kénfüsttel ruhát fehérítettek. A méregtől a fiú záporozó tüsszögésbe kezdett, s a fickót megtalálták, kidobták.
- 25. A történet végén Lucius leleplezte a bujkáló „teknősbékát”, így itt is kiderült a házasságtörés. A molnár véres bosszú helyett a fiúval hált, s reggel az asszonyával együtt kidobta őket. A feleség azonban ártó szellemet küldött vissza, így végül a molnár himbálózott – felakasztva – a gerendán!
- 26. A szamárbőrbe kényszerült főhősünk ezután egy szegény, de emberséges kertészhez került. Az egyik szomszédnál vendégeskedtek éppen, amikor a vendéglátó rettenetes hírt kapott, három fiát megölték
- 27. A legfiatalabbat felbőszített kutyák marcangolták szét, a másikat lándzsával döfték mellbe, a harmadik bosszút állt testvéreiért: megölte gyilkosukat, de önmagával is végzett.
- 28. Az öreg gazda sírva fakadt, s a kertész szeme láttára oltotta ki életét.
- 29. Hazafelé tartva egy hórihorgas katona el akarta venni a szamarat a gazdájától, de az csellel harcképtelenné tette a marcona alakot, majd a barátja házába menekült, aki elrejtette őket. Egyszer azonban a szamár óvatlanul kinézett az ablakon, ami a vesztüket okozta.

### X. könyv

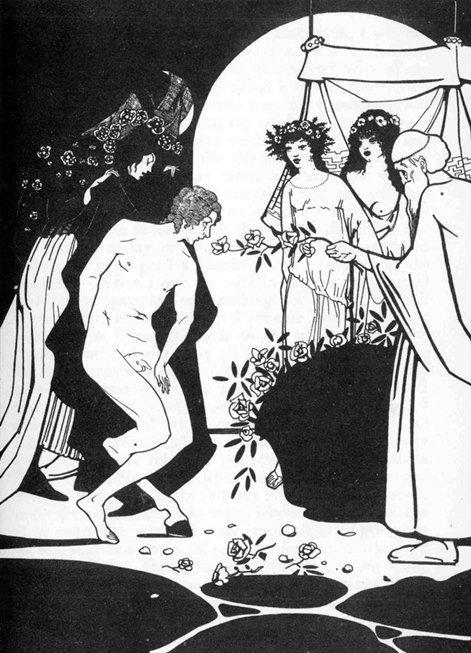
Lucius visszaváltozik emberi formába (Jean de Bosschère illusztrációja)

- 30. A katona egy kisvárosba vitte Luciust, ahol egy vérfertőző gaztettről hallhatott: egy mostohaasszony undok szerelméről neveltfia iránt.
- 31. Lucius két testvérhez került, itt torkoskodhatott, nem bántották, sőt csodaszamárnak híresztelték, aki ember módjára eszik. Egy gazdag korinthoszi úrhoz kerülvén még tanár is foglalkozott vele, tejben-vajban fürösztötték. Eljött oda egy előkelő asszony is, aki sok pénzt megadott azért, hogy vele tölthessen el egy éjszakát. Még cirkuszban is fel akarták léptetni, hogy egy halálra ítélt asszonnyal „szerepeljen”…
- 32. Az asszony megölette férje húgát – azt híve róla, hogy az annak a szeretője -, majd a férjét, leánygyermekét is méreggel elemésztette, s még ki tudja, hány szerencsétlent ölt meg, mire kiderült az igazság.
- 33. Ezzel az asszonnyal kellett volna Luciusnak szerelmeskednie a porondon. A szamár azonban nem vágyott erre a dicsőségre, így ló/szamár/halálában megszökött, Cenchreae kikötővárosig meg sem állt! Ott édes álom szállt reá.

### XI. könyv
- 34. A regény utolsó részéből kiderül, hogy örökké szamárként kell-e élnie a meggondolatlan ifjúnak, vagy segít-e rajta valaki. Talán egy istennő?

|  | Itt a vége a cselekmény részletezésének! |

## Magyarul
- Az aranyszamár. 1. köt.; ford. Braun Soma; Herczka, Budapest, 1919 (Kék könyvek)
- Az aranyszamár; ford. Révay József; Genius, Budapest, 1925 (Nagy írók – nagy írások)
- Az aranyszamár. Regény; ford., utószó Révay József; Magyar Helikon–Európa, Budapest, 1971 (Bibliotheca classica)
- Aranyszamár (Európa Könyvkiadó Kft, 2002, Budapest) ISBN 9789630768955